# SS Kaiser Wilhelm II

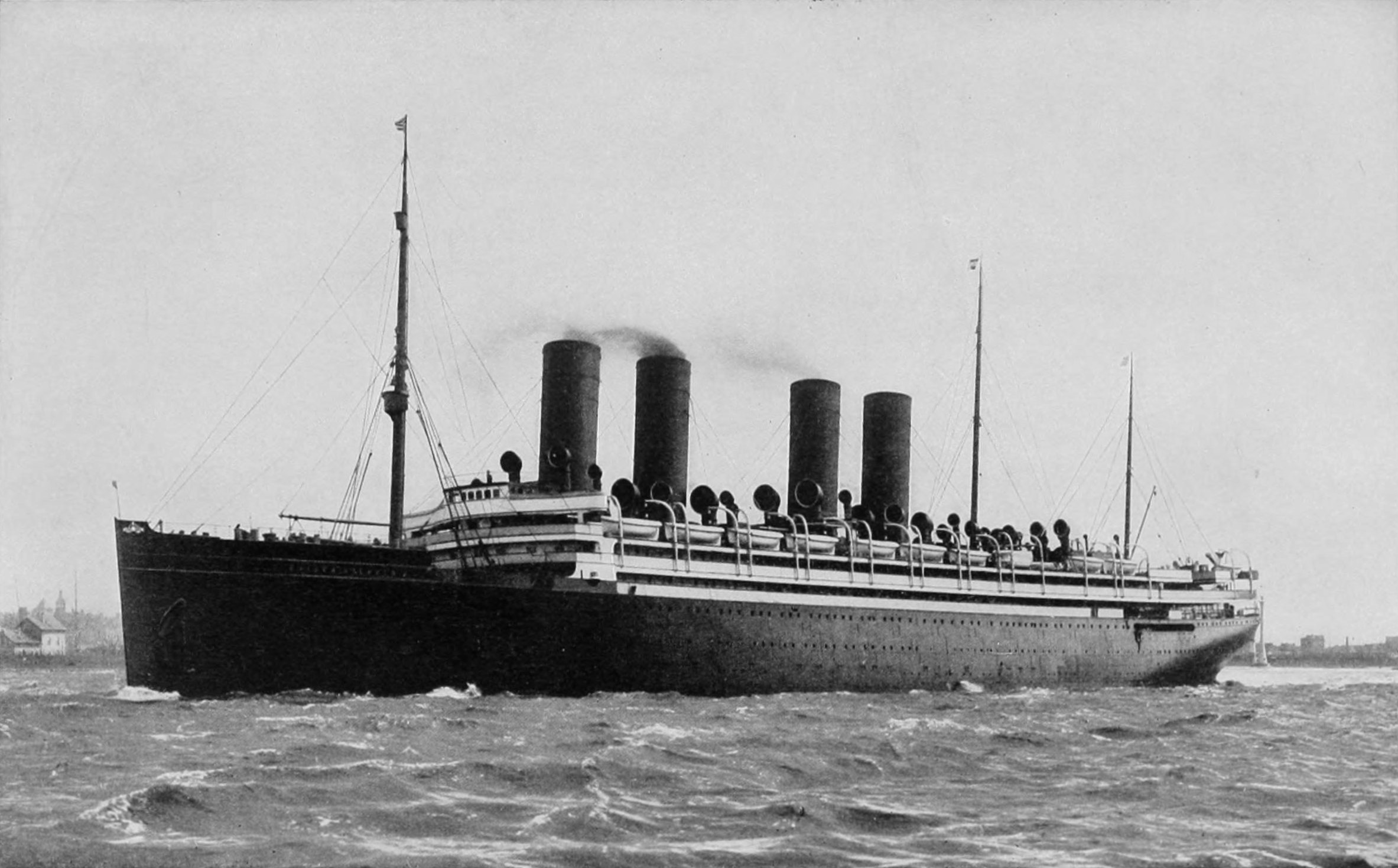
El SS Kaiser Wilhelm II en 1905.

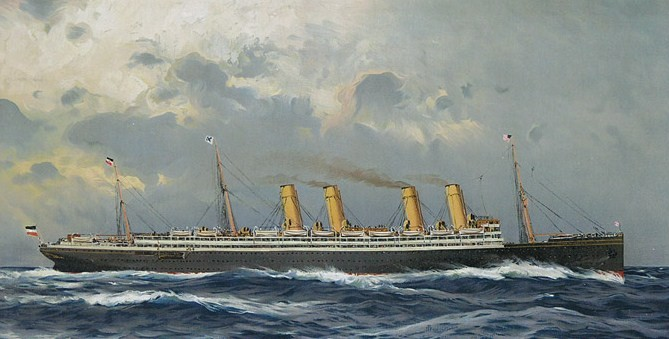
Postal del SS Kaiser Wilhelm II.

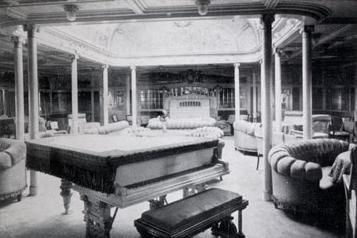
Fotografía de una de las salas de 1ª clase del SS Kaiser Wilhelm II.

El SS Kaiser Wilhelm II, nombrado en honor del Emperador alemán Guillermo II de Alemania, fue un transatlántico de 19.361 toneladas construido en Stettin, Alemania, y completado en la primavera de 1903. 
El barco fue requisado por el Gobierno de EE. UU. durante la Primera Guerra Mundial, y posteriormente sirvió como buque de transporte. Una fotografía famosa tomada por Alfred Stieglitz llamada "El pasaje de 3ª clase", así como las descripciones de las condiciones de viaje en la clase más baja de su pasaje han contradicho en cierta manera su deslumbrante reputación como buque transatlántico de clase alta.